# Zamieszki w Nabi Musa
Zamieszki w Nabi Musa były serią gwałtownych wystąpień społecznych do których doszło w dniach 4-7 kwietnia 1920 w rejonie Starego Miasta Jerozolimy w brytyjskim Mandacie Palestyny. Wydarzenia zbiegły się w czasie i zostały nazwane od muzułmańskiego święta Nabi Musa (arab. نبي موسى; pol. Prorok Mojżesz), uznawanego za najważniejszą pielgrzymkę muzułmanów w Palestynie.
Wybuch zamieszek był wynikiem wzrostu napięcia w stosunkach arabsko-żydowskich, będących konsekwencją rozwoju żydowskiego osadnictwa w Palestynie, wzrostu imigracji i nasilenia działania ruchu syjonistycznego. Przemówienia arabskich przywódców religijnych do zgromadzonych muzułmańskich pielgrzymów w Nabi Musa (obok Jerycha) doprowadziły do wybuchu gwałtownych zamieszek, podczas których Arabowie zaatakowali Żydów na Starym Mieście w Jerozolimie. Brytyjskie władze nie interweniowały, przez co zamieszki trwały przez cztery dni. Zginęło 5 Żydów i 4 Arabów, a 216 Żydów i 23 Arabów zostało rannych. Brak brytyjskiej reakcji spowodował ochłodzenie w stosunkach brytyjsko-żydowskich. Społeczność żydowska w Palestynie zrozumiała, że jest pozostawiona sama sobie i podjęła intensywne działania w kierunku rozwoju autonomicznej infrastruktury i własnych sił samoobrony. W czerwcu 1920 sformowano żydowską organizację paramilitarną Hagana.

## Tło wydarzeń

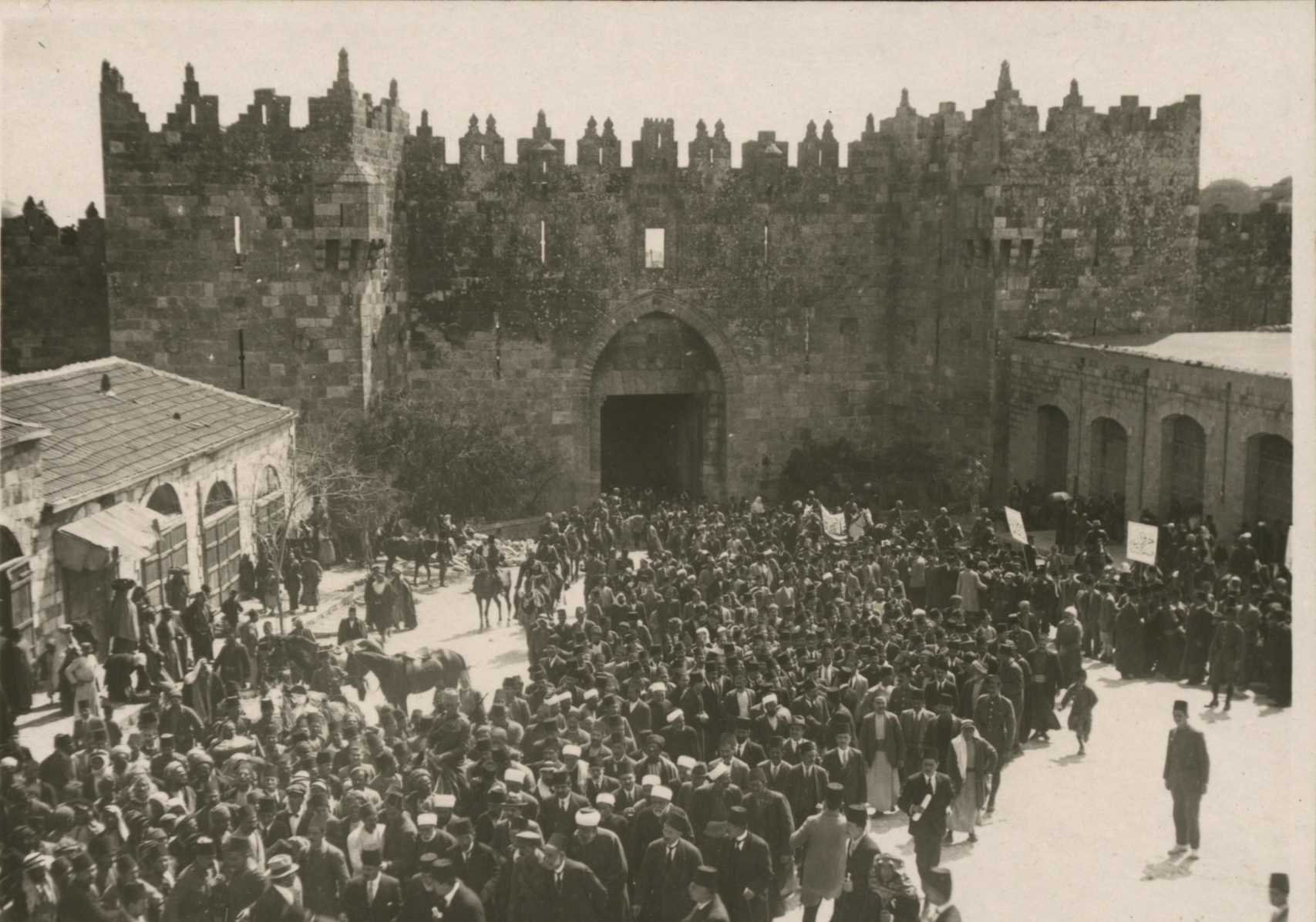
Demonstracja antysyjonistyczna w Jerozolimie, 8 marca 1920

Koniec I wojny światowej był niezwykle trudnym okresem dla mieszkańców Bliskiego Wschodu. W wyniku pokonania Imperium Osmańskiego, brytyjskie wojska przejęły kontrolę nad rozległymi terenami, w tym nad Palestyną. Społeczność żydowska wiązała swoje nadzieje ze złożoną w 1917 brytyjską obietnicą utworzenia w Palestynie „żydowskiej siedziby narodowej”, która była zawarta w deklaracji Balfoura. Natomiast dla społeczności arabskiej niezwykle ważną była korespondencja prowadzona podczas wojny między brytyjskim wysokim komisarzem Egiptu sir Henrym McMahonem a szarifem Mekki Saidem Husajnem ibn Alim. Korona brytyjska zgodziła się wówczas „poprzeć arabskie dążenia niepodległościowe” w Imperium osmańskim. W zamian Arabowie przyłączyli się do wojny przeciwko Turkom. Na podstawie tych dwóch częściowo sprzecznych z sobą obietnic, zarówno Żydzi, jak i Arabowie byli przekonani, że Wielka Brytania obiecała im utworzenie niepodległego państwa w Palestynie. Mocarstwa zachodnie były jednak związane odrębną umową Sykes-Picot zawartą w 1916 pomiędzy Wielką Brytania a Francją. Wszystkie te wydarzenia były przedmiotem szerokiej dyskusji prowadzonej zarówno wśród Arabów, jak i wśród Żydów. Zdając sobie sprawę z dużej niepewności dalszych losów całego regionu, przywódca ruchu syjonistycznego Chaim Weizman spotkał się z arabskim emirem Fajsalem I. Zawarta przez nich 3 stycznia 1919 umowa Fajsal-Weizman otwierała drogę dla żydowskiej emigracji do Palestyny w zamian za poparcie koncepcji utworzenia zjednoczonego państwa arabskiego. Umowa przetrwała jedynie kilka miesięcy, ponieważ decyzje Konferencji pokojowej w Paryżu odmówiły Arabom niepodległości. Emir Fajsal czuł się oszukany, ponieważ brytyjsko-francuska umowa Sykes-Picot okazała się obowiązująca zachodnie mocarstwa. Terytorium Bliskiego wschodu miało zostać podzielone na dwa mandaty: francuski Mandat Syrii i Libanu i brytyjski Mandat Palestyny. Fajsal wkrótce zaczął wyrażać wątpliwości do dalszych perspektyw współpracy z ruchem syjonistycznym i zaangażował się w utworzenie Wielkiej Syrii. Konsekwencją było nasilenie tendencji panarabizmu i wybuch walk w Libanie i Syrii. Brytyjczycy wycofali się z tego obszaru, robiąc miejsce do wkroczenia wojsk francuskich, które miały zająć Mandat Syrii i Libanu. Obszar pogranicza między Libanem a Mandatem Palestyny stał się ziemią niczyją, której status był niepewny. W obszarze tym znajdowało się siedem żydowskich osiedli. Ich mieszkańcy czuli się zagrożeni i utworzyli własną samoobronę.
27 lutego 1920 w Jerozolimie doszło do ogromnej demonstracji, w której wzięło udział ponad 40 tys. Arabów. Demonstranci protestowali przeciwko żydowskiej imigracji, deklaracji Balfoura i działalności syjonistów w Palestynie. W kilka dni później, 1 marca 1920, kilkuset libańskich Arabów zaatakowało niewielką żydowską osadę Tel Chaj, położoną przy granicy z dzisiejszym Libanem. Podczas obrony zginęło 8 Żydów, w tym Josef Trumpeldor. Wywołało to duże zaniepokojenie przywódców ruchu syjonistycznego, którzy wielokrotnie zwrócili się do brytyjskich władz o zapewnienie bezpieczeństwa żydowskim osadom i zakazanie arabskich prosyryjskich wieców. Ich prośby były jednak ignorowane. Obawy przed kolejnymi atakami i pogromami jeszcze bardziej się nasiliły, gdy 7 marca 1920 emir Fajsal I został ogłoszony królem Wielkiej Syrii, w której skład miała wejść także Palestyna. Dzień później zorganizowano dużą demonstrację w Jerozolimie, podczas której arabski tłum protestował przeciwko żydowskiej imigracji i syjonizmowi. Doszło wówczas do incydentu, gdy kilku młodych Żydów zaczęło krzyczeć hasła popierające syjonizm. Doprowadziło to do starcia, w którym rannych zostało dziesięciu Żydów. Brytyjscy policjanci jednak natychmiast zareagowali, przerywając demonstrację i aresztując sprawców pobicia. Brytyjski Wojskowy Gubernator Jerozolimy Ronald Storrs wydał wówczas ostrzeżenie względem arabskich przywódców, aby zachowali spokój i porządek, jednak jego siły były mocno ograniczone – liczyły zaledwie 188 policjantów (w większości byli to Hindusi i tylko 8 oficerów). Turcy w razie zagrożenia wybuchu niepokojów podczas muzułmańskich procesji święta Nabi Musa, rozmieszczali w Jerozolimie kilka tysięcy żołnierzy i artylerię, dzięki czemu utrzymywali porządek w mieście. Przywódcy żydowscy wystąpili do brytyjskich władz z żądaniem wydania zezwolenia na uzbrojenie żydowskich sił samoobrony. Pomimo odmowy, Ze’ew Żabotyński i Pinchas Rutenberg rozpoczęli szkolenie żydowskich ochotników. Wielu z nich było członkami klubu sportowego Maccabi, a inni byli weteranami wojennymi z Legionu Żydowskiego. Szkolenia opierały się głównie na ćwiczeniach sportowych, walce wręcz i na kije. Największą trudnością był brak uzbrojenia. Pod koniec marca zdołano zebrać około 600 ochotników. 12 marca Żabotyński spotkał się z Caimem Weizmanem i powiedział mu, że „pogrom może nastąpić każdego dnia”. Tego samego dnia burmistrz Jerozolimy, Musa al-Husajni, udał się na czele arabskiej delegacji do Kairu, aby spotkać się tam z brytyjskim Sekretarzem Kolonii Winstonem Churchillem. Do spotkania doszło 28 marca. Musa al-Husajni przedstawił arabskie żądania, którymi było anulowanie deklaracji Balfoura, powstrzymanie żydowskiej imigracji i osadnictwa, oraz utworzenie palestyńskiego rządu i parlamentu wybieranego przez palestyńskich Arabów. Równocześnie al-Husajni oskarżył Wielką Brytanię o stronniczość na korzyść Żydów, i złamanie obietnic złożonych wcześniej Arabom. Winston Churchill odmówił przyjęcia tych żądań i odesłał delegację z powrotem do Palestyny. Udali się oni z Kairu do Hebronu, a następnie do Jerozolimy.
Głównym oficer politycznym brytyjskich sił w Jerozolimie był Richard Meinertzhagen. 31 marca 1919 Meinerzthagen napisał do lorda George’a Curzona informując go o wyraźnej zmianie nastrojów w społeczności żydowskiej. Argumentował, że przyczyny tego widzi we francuskich intrygach i propagandzie szerzonej przez Arabów, oraz antysemickich nastrojach w brytyjskiej głównej kwaterze. Wojskowy gubernator miasta Ronald Storrs był w bliskim kontakcie z różnymi arabskimi notablami, z których najbardziej niebezpiecznym był Al-Hadżdż Muhammad Amin al-Husajni. Dopuszczali oni możliwość wybuchu antyżydowskich zamieszek.

## Przebieg zamieszek

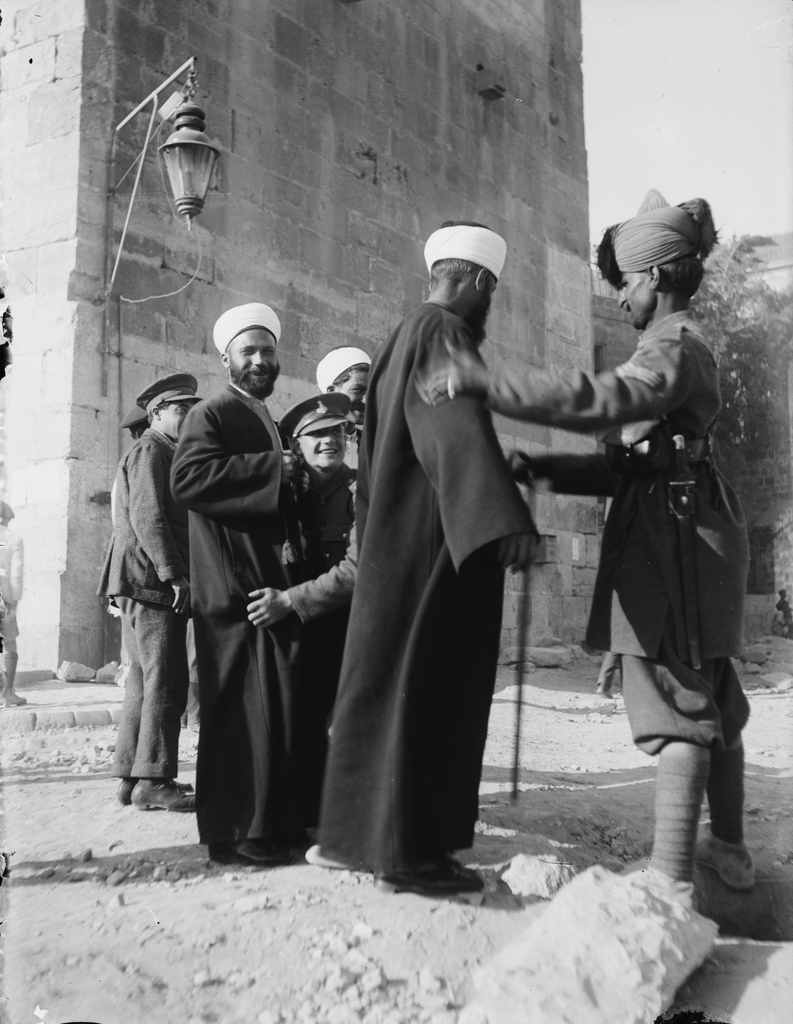
Brytyjscy żołnierze kontrolują arabskich cywili w Jerozolimie, kwiecień 1920

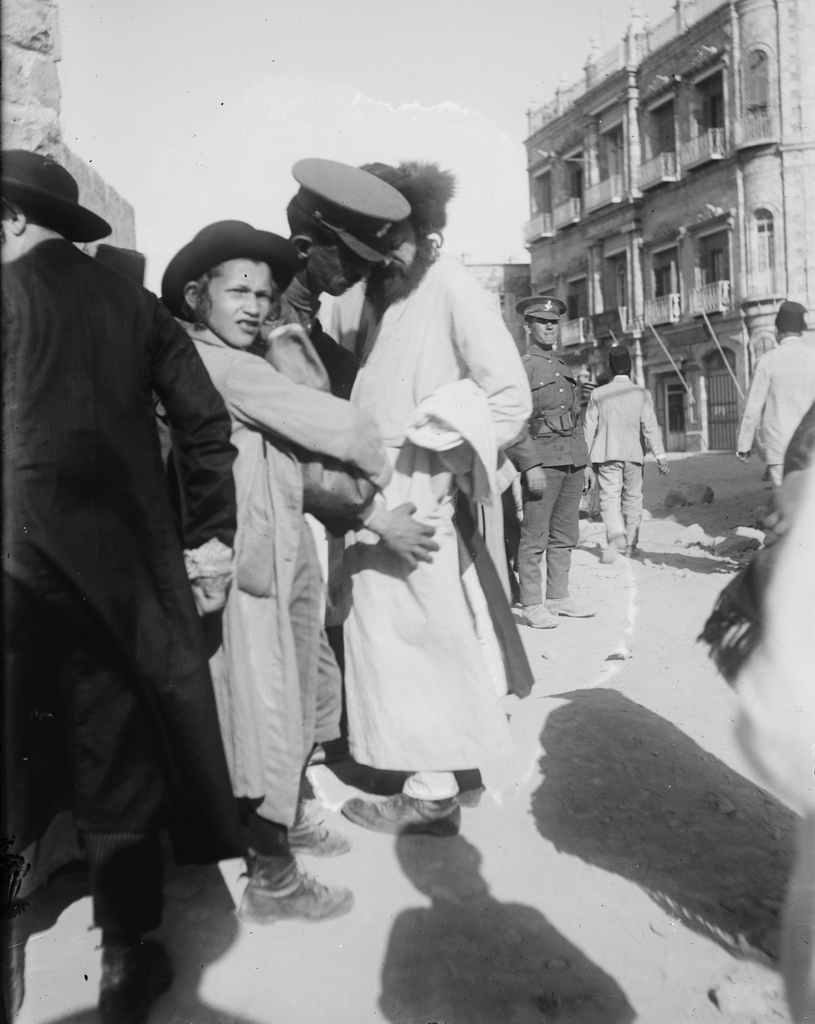
Brytyjscy żołnierze kontrolują żydowskich cywili w Jerozolimie, kwiecień 1920

Muzułmańskie święto Nabi Musa (arab. نبي موسى; pol. Prorok Mojżesz) było uznawane za najważniejszą pielgrzymkę muzułmanów w Palestynie. Odbywało się ono każdego roku na wiosnę, w piątek przed Wielkim Piątkiem. Organizowano wtedy uroczystą procesję do sanktuarium Nabi Musa (wskazywany przez muzułmanów przypuszczalny grób Mojżesza) przy mieście Jerycho. Zwyczaj ten istniał prawdopodobnie już w czasach Saladyna. W trakcie tego święta tysiące wiernych uczestniczyło w procesji, niosąc transparenty oraz broń.
4 kwietnia 1920, o godzinie 10.30, około 60-70 tys. Arabów zgromadziło się na placu miejskim Jerozolimy. Niewielkie grupy Arabów już od rana dopuszczały się pojedynczych napaści na Żydów na Starym Mieście. Żydzi poukrywali się po domach i nie wychodzili na wąskie uliczki. Tymczasem od strony Hebronu do miasta przybyła arabska delegacja Musa al-Husajniego, powracająca z Kairu. Brytyjskie władze usiłowały powstrzymać delegację przed wjazdem na Stare Miasto, gdyż obawiano się, że ich przemówienia mogą przełożyć się na wzrost niezadowolenia i wybuch rozruchów. Jednak towarzyszący delegacji Arabowie z Hebronu otworzyli zamkniętą bramę i wjechali do miasta. Pochodzący z Hebronu Arabowie nieśli transparenty i byli uzbrojeni w noże, miecze i włócznie. Przed rozpoczęciem muzułmańskiej procesji, do zgromadzonych wiernych przemówili arabscy liderzy. Z balkonu jednego z budynków przemówił Al-Hadżdż Muhammad Amin al-Husajni. Następnie głos zabrał burmistrz miasta Musa al-Husajni. Z konia głos zabrał redaktor gazety „Surijja al-Janubijja”, Aref al-Aref. Podekscytowany tłum krzyczał: „Niezależność!”, „Niepodległość!” oraz „Palestyna to nasza ziemia, Żydzi są naszymi psami!”. Obserwujący wiec arabscy policjanci przyłączyli się do oklasków. Następnie rozpoczęły się zamieszki. Arabski tłum wkroczył do Dzielnicy Żydowskiej na Starym Mieście i rozpoczął plądrowanie domów oraz sklepów. Znalezieni Żydzi byli brutalnie bici. Jesziwa Tora Chaim została splądrowana, a zwoje Tory podarte i rzucone na podłogę. Budynek podpalono. W ciągu kolejnych trzech godzin rannych zostało 160 Żydów.

Khalil al-Sakakini tak opisał przebieg wydarzeń na Starym Mieście: 
„wybuchły zamieszki, ludzie zaczęli biegać i rzucać kamieniami w Żydów. Sklepy były zamknięte i nie było krzyków ... Widziałem syjonistycznego żołnierza pokrytego kurzem i krwią ... Potem widziałem jak jeden Hebronita znalazł żydowskiego chłopca, który schował się za workami przy Bramie Jafy, wywlekli go na pole i bili po głowie. Krzyczał i zaczął uciekać krwawiąc z głowy, jednak Hebronici go złapali i zawlekli do posesji ... zamieszki osiągnęły apogeum. Wszyscy krzyczeli: 'Religia Mahometa powstała z mieczem' ... moja dusza czuła się źle i byłem przygnębiony szaleństwem ludzi.”.
Gdy tylko wybuchły zamieszki, Ze’ew Żabotyński zwrócił się do wojskowego gubernatora miasta Storrs’a, i zaproponował wysłanie swoich ochotników do obrony Dzielnicy Żydowskiej. Jego propozycja została odrzucona, a Storrs skonfiskował mu pistolet i zażądał zdania całej broni będącej w posiadaniu przez Żydów. Później Storrs zmienił zdanie i poprosił, aby 200 ochotników zgłosiło się w komendzie policji. Po złożeniu przysięgi zostali oni wysłani poza miasto. Tymczasem zamieszki w Jerozolimie trwały przez piątek, sobotę i niedzielę. Wieczorem w niedzielę brytyjska armia nałożyła godzinę policyjną na miasto. W nocy aresztowano kilkunastu uczestników zajść, jednak rano zostali oni wypuszczeni, aby mogli wziąć udział w modlitwie porannej. Przez cały ten czas nadal dochodziło do aktów grabieży mienia żydowskiego i pobić. Nie mogąc opanować sytuacji, Brytyjczycy ogłosili na Starym Mieście Jerozolimy stan wyjątkowy. Cała dzielnica została zamknięta przez wojsko i nikt nie mógł do niej wchodzić, ani z niej wychodzić. Pomimo to, wewnątrz dzielnicy nadal dochodziło do rabunków, włamań, gwałtów i morderstw. Podpalono kilka domów. Brytyjscy żołnierze, którzy przeszukiwali napotkane osoby, stwierdzili, że broń była przemycana pod ubraniami przez arabskie kobiety. W poniedziałek wieczorem, brytyjscy żołnierze wkroczyli na Stare Miasto i zakończyli trwające cztery dni zamieszki Podczas przywracania porządku zginęło 4 Arabów, a 21 zostało rannych. Rannych zostało także 7 brytyjskich żołnierzy.

## Konsekwencje
W trakcie zamieszek w Nabi Musa zginęło 5 Żydów i 4 Arabów, a 216 Żydów i 23 Arabów zostało rannych. Około 300 Żydów ewakuowano ze Starego Miasta Jerozolimy.
Richard Meinertzhagen napisał po zajściach kolejny list do Lorda George Curzona, pisząc, że kilku antysemickich i antysyjonistycznych działaczy będących członkami brytyjskiej administracji wojskowej, doprowadziła do wybuchu zamieszek, aby udowodnić w ten sposób, że polityka dążąca do utworzenia w Palestynie „żydowskiej siedziby narodowej” nie ma szans powodzenia. Meinertzhagen wskazał na szefa sztabu generała Edmunda Allenby, pułkownika Bertiego Harry’ego Waters-Taylora, który miał dać wyraźne instrukcje o sposobie i czasie zorganizowania zamieszek Aminowi al-Husajniemu, aby pokazać całemu światu, że Arabowie nie będą tolerować żydowskiego osadnictwa. Dochodzenie przeprowadzone przez Komisję Syjonistyczną również potwierdziło, że zamieszki zostały wcześniej zaplanowane. Arabscy mleczarze zażądali od swoich żydowskich klientów w dzielnicy Me’a Sze’arim wcześniejszej zapłaty, wyjaśniając, że będą musieli dłużej pracować w Żydowskiej Dzielnicy na Starym Mieście. Również chrześcijańscy sklepikarze wcześniej oznaczyli swoje sklepy znakami krzyża, aby nie zostały one przypadkowo splądrowane. Raport Komisji oskarżył wojskowego gubernatora miasta Ronalda Storrsa o podżeganie Arabów do zamieszek.
Brytyjskie władze skazały Zeeva Żabotyńskiego na 15 lat więzienia za posiadanie pistoletu, który został mu skonfiskowany przez Storrsa. Podczas przesłuchań Storrs zeznał, że „nie pamięta” aby otrzymał ofertę organizacji samoobrony żydowskiej. Żabotyński został odesłany do Egiptu, jednak już następnego dnia przewieziono go do więzienia w Akce. Jego proces i skazanie wywołało duże oburzenie społeczności żydowskiej. Pisała o tym prasa międzynarodowa, w tym The Times, co wymusiło na parlamencie brytyjskim podjęcie działań w celu wyjaśnienia okoliczności i przebiegu zamieszek. Dowódca wojsk brytyjskich w Egipcie i Palestynie, generał Congreve napisał do marszałka Wilsona, że Żydzi zostali bardziej surowo potraktowani niż sprawcy zamieszek. Sądy skazały ponad 200 osób, w tym 39 Żydów. Wyrok Żabotyńskiego został zmniejszony do sześciu miesięcy. Amin al-Husajni został oskarżony o nakłanianie Arabów „płomiennymi mowami” do rozruchów. Przed wydaniem wyroku przez sąd wojskowy, zdołał on uciec wraz z wieloma innymi arabskimi nacjonalistami. Brytyjski sąd skazał go zaocznie na dziewięć lat więzienia. Inną konsekwencją zamieszek było odwołanie burmistrza Jerozolimy, Musy al-Husajniego. Na jego miejsce Brytyjczycy powołali Radżiba al-Naszaszibi, z konkurencyjnego do al-Husajni klanu Naszaszibi. Pogłębiło to rozłam między tymi dwoma największymi palestyńskimi klanami i utwierdziło członków rodziny al-Husajni, że zostali w ich zrozumieniu niesprawiedliwie skrzywdzeni.
Brytyjski rząd wysłał w maju 1920 do Palestyny komisję śledczą Palina, która miała zbadać przyczyny i okoliczności zamieszek. Na jej czele stał generał-major P.C. Palin. Przedstawiony w sierpniu 1920 raport nigdy nie został opublikowany. Wskazywał on, że w wyniku wywołanych przez Arabów zamieszek w Jerozolimie zginęło 5 Żydów, a 211 zostało rannych. Porządek został przywrócony dzięki interwencji wojsk brytyjskich. Jako przyczyny wybuchu zamieszek wskazano:
1. Rozczarowanie Arabów niespełnieniem obietnic o niepodległości, które władze brytyjskie złożyły im podczas wojny.
2. Przekonanie Arabów, że deklaracja Balfoura oznacza pozbawienie ich prawa do samostanowienia, oraz obawy, że ustanowienie „żydowskiej siedziby narodowej” będzie związany z dużą imigracją żydowską, która doprowadzi do gospodarczego i politycznego podporządkowania palestyńskich Arabów pod Żydów.
3. Odczucia te nasiliły się w wyniku zewnętrznej propagandy, zwłaszcza po wyborze emira Fajsala na króla Wielkiej Syrii. Towarzyszyło temu nasilenie nastrojów panarabizmu i pan-muzułmańskich. Z drugiej strony, zamieszanie było pogłębiane przez coraz większą działalność syjonistów wspieranych przez zasoby i wpływy Żydów na całym świecie[16].

Brytyjskie władze mandatowe, dążąc do uspokojenia arabskich niepokojów, rozpoczęły realizować politykę ograniczania żydowskiej imigracji napływającej do Palestyny. Natomiast przywódcy społeczności żydowskiej zdali sobie sprawę, że nie mogą liczyć na ochronę ze strony brytyjskich władz, dlatego przystąpiono do organizowania własnej podziemnej organizacji paramilitarnej Hagana.